# Blankenfelde-Mahlow
Blankenfelde-Mahlow est une ville située dans l'arrondissement de Teltow-Fläming et la région de Brandebourg.
Blankenfelde-Mahlow a été créé en 2003 par la fusion de cinq municipalités indépendantes précédemment dénommées Gemeinden Blankenfelde, Dahlewitz, Groß Kienitz, Jühnsdorf et Mahlow.
La ville est située au sud de Berlin et jouxte le quartier berlinois de Lichtenrade.

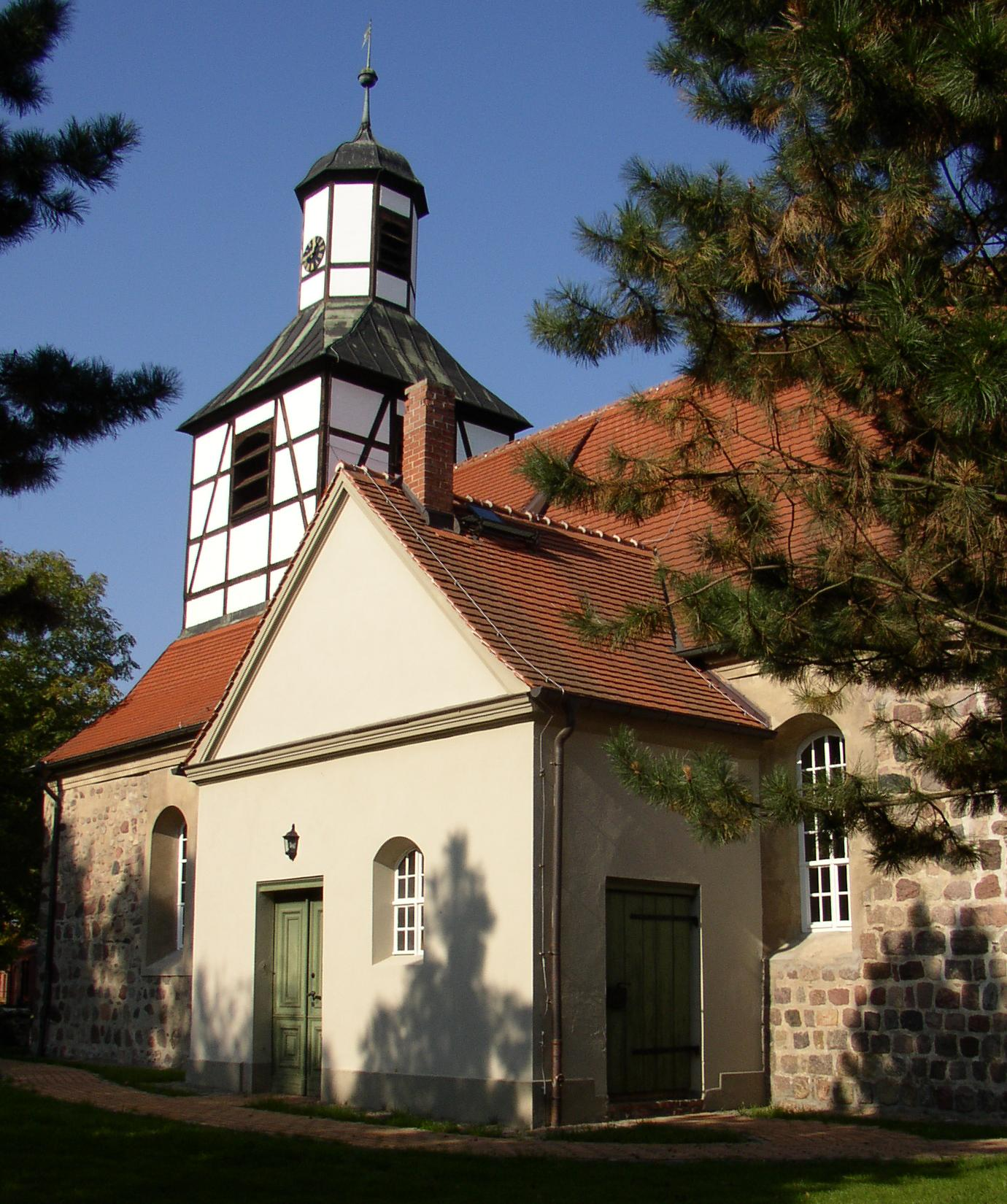
Église de Blankenfelde
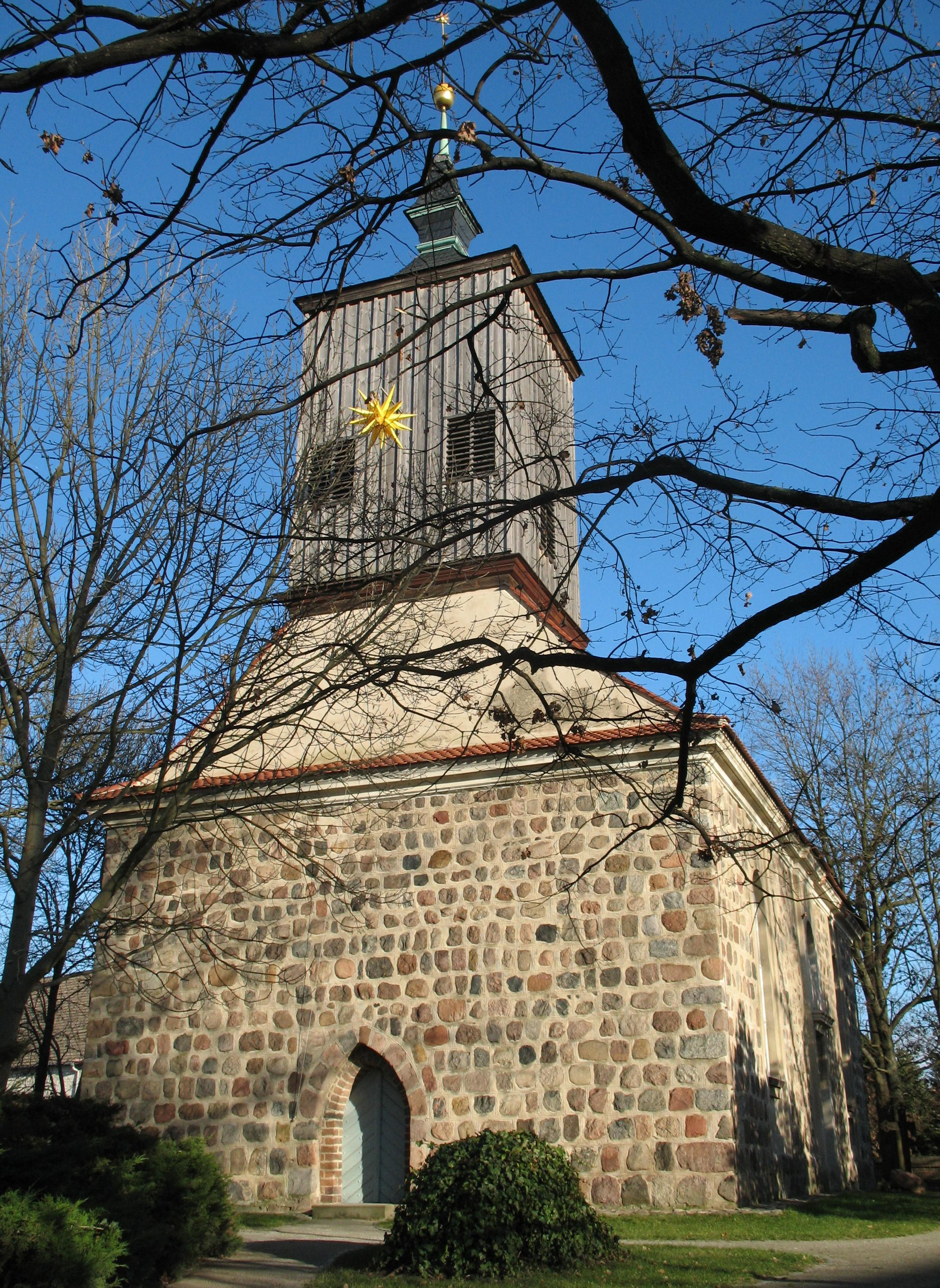
Église de Mahlow

## Démographie
- Évolution démographique dans les limites actuelles depuis 1875
- Évolution recente (ligne bleue) et prévisions sur l'effectif de résidents

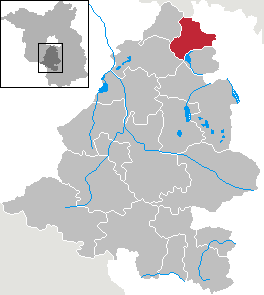
Localisation de la ville de Blankenfelde-Mahlow au sud de Berlin.

| Année | Population |
| ----- | ---------- |
| 1875  | 1 895      |
| 1890  | 2 022      |
| 1910  | 2 646      |
| 1925  | 3 793      |
| 1933  | 5 998      |
| 1939  | 12 850     |
| 1946  | 13 745     |
| 1950  | 14 689     |
| 1964  | 14 431     |
| 1971  | 14 951     |

| Année | Population |
| ----- | ---------- |
| 1981  | 14 561     |
| 1985  | 14 312     |
| 1989  | 14 632     |
| 1990  | 14 600     |
| 1991  | 14 449     |
| 1992  | 14 630     |
| 1993  | 14 572     |
| 1994  | 14 883     |
| 1995  | 15 621     |
| 1996  | 16 407     |

| Année | Population |
| ----- | ---------- |
| 1997  | 17 618     |
| 1998  | 19 122     |
| 1999  | 20 278     |
| 2000  | 21 307     |
| 2001  | 22 069     |
| 2002  | 22 657     |
| 2003  | 23 074     |
| 2004  | 23 615     |
| 2005  | 24 210     |
| 2006  | 24 907     |

| Année | Population |
| ----- | ---------- |
| 2007  | 25 290     |
| 2008  | 25 501     |
| 2009  | 25 818     |
| 2010  | 25 718     |
| 2011  | 25 604     |
| 2012  | 25 655     |
| 2013  | 25 664     |
| 2014  | 25 981     |
| 2015  | 26 319     |
| 2016  | 26 914     |

| Année | Population |
| ----- | ---------- |
| 2017  | 27 378     |
| 2018  | 27 837     |
| 2019  | 27 939     |
| 2020  | 28 606     |

## Personnalités liées à la ville
- Helene von Hülsen (1829-1892), salonnière née au manoir de Blankenfelde.
- Richard Neuhauss (1855-1915), anthropologue né à Blankenfelde.